# Jorrit Rijpma
Jorrit Jelle Rijpma (Den Helder, 1981) is een Nederlands jurist gespecialiseerd in het recht van de Europese Unie, in het bijzonder het Europese migratierecht. Rijpma is hoogleraar aan de Universiteit Leiden.
Rijpma studeerde rechten aan de Universiteit Maastricht van 2000 tot 2004; het jaar daarop behaalde hij nog een master of laws aan het Europacollege in Brugge. Van 2005 tot 2009 was hij als promovendus verbonden aan het Europees Universitair Instituut in Florence, Italië, waar hij op 23 november 2009 promoveerde op het proefschrift Building Borders: The regulatory framework for the management of the external borders of the European Union; promotor was Marise Cremona. Tijdens zijn promotie-onderzoek werkte hij ook enige maanden als onderzoeksstagiair voor het Europees grensagentschap Frontex in Warschau.
Na zijn promotie werd Rijpma universitair docent Europees recht aan de Universiteit Leiden, waar hij in 2013 universitair hoofddocent werd. In 2017 werd hem door de Europese Commissie in het kader van het Erasmus-programma een Jean Monnet-leerstoel ad personam toegekend voor het project "Mobility and Security in Europe", waarbij hij in het bijzonder onderzoek deed naar de rol van grenscontroles binnen de EU. In april 2020 werd Rijpma benoemd tot gewoon hoogleraar aan de Universiteit Leiden, met als leeropdracht het Europees recht, in het bijzonder de ruimte van vrijheid, veiligheid en recht. Op 22 oktober 2021 hield hij daar zijn oratie, getiteld Vrij verkeer van personen, de Schengenruimte en de Ruimte van Vrijheid, Veiligheid en Recht: up or out? Hij is tevens actief binnen het programma Governance of Migration and Diversity van de Leiden-Delft-Erasmus-samenwerking.
Rijpma is sinds 2011 lid van de Commissie Meijers, de permanente commissie van deskundigen voor het internationaal vreemdelingen-, vluchtelingen- en strafrecht. Ook was hij van 2015 tot 2019 rechter-plaatsvervanger bij de rechtbank Den Haag. Voor de Universiteit van Nederland nam hij een collegereeks op over de invloed van de Europese Unie op het Nederlandse bestuur. Ook levert hij regelmatig commentaar voor verschillende media op het Nederlandse en Europese migratiebeleid.